# Sahti
 (mai 2021).
Le sahti (du germanique saft, « jus ») est une boisson fermentée de Finlande, spécialité traditionnelle protégée géographiquement en Europe. 

## Fabrication
Cette bière traditionnelle est brassée dans les foyers à partir de plusieurs céréales maltées ou non (orge, seigle, froment, et avoine). Elle est parfois confectionnée à partir de pain.
Le sahti est aromatisé avec des baies de genièvre en plus ou en lieu et place du houblon ; les branches du genévrier servent aussi à la filtration. Il s'agit d'un breuvage de fermentation haute qui reste fragile à la température car malgré une longue infusion, le moût n'est pas suffisamment chauffé, lui donnant parfois un goût aigre.
Le sahti est une bière forte (6 à 12 % d'alcool en vol.), trouble, sombre, avec un goût de banane dû à l'action de la levure. 
Le sahti est placé sous la catégorie 23 des bières de spécialité du Beer Judge Certification Program (en).
Récemment, c'est devenu une boisson commercialisée, uniquement en pub ou magasins d'État (Alko).

## Bières apparentées
Il existe des bières apparentées:
- sur l'île de Gotland: "Gotlandsdricke", "Gotlandsdricku" ou "Dricku".
- sur l'île de Saaremaa: "Koduõlu" ou "Taluõlu".

## Les producteurs finlandais de sahti
- Beer Hunter´s (Pori)
- Finlandia Sahti KY
- Hartolan Sahti (Hartola)
- Hollolan Hirvi
- Joutsan Sahti Oy (Joutsa)
- Lammin Sahti Ky
- Savonniemen oluttehdas Oy:
- Stadin Panimo Oy
- Tiinan Sahti (Sysmä)
- Yolly Giant (Tampere)